# C末端

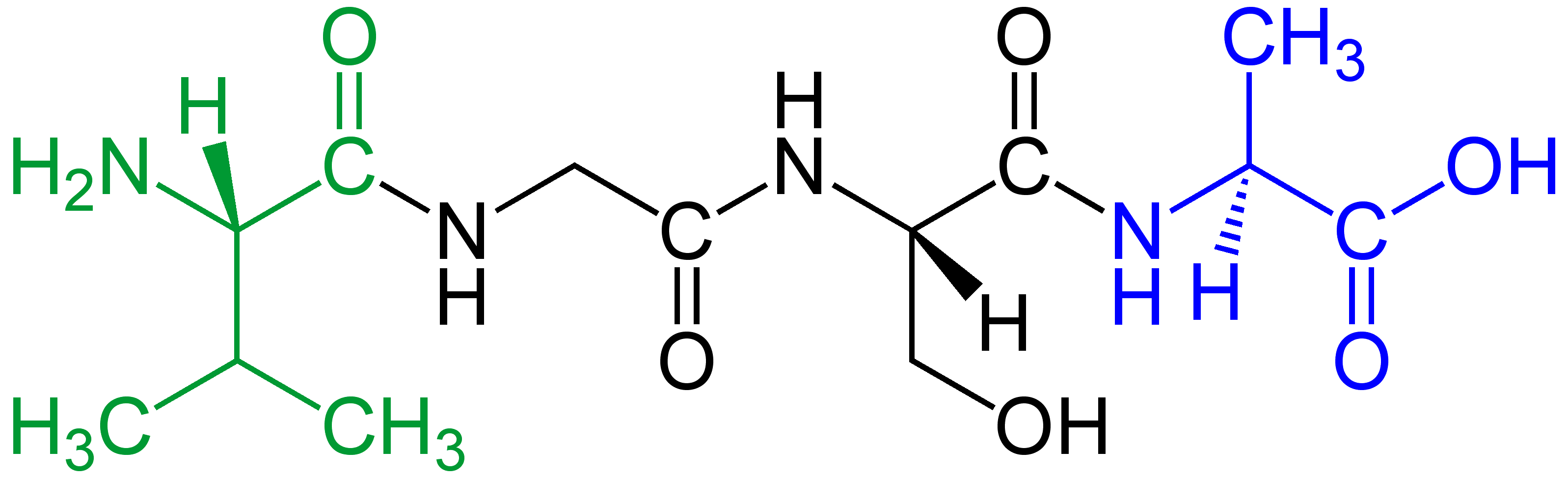
テトラペプチド (Val-Gly-Ser-Ala)：緑でN末端α-アミノ酸 (L-バリン)を、 青でC末端α-アミノ酸 (L-アラニン)を示した。

C末端（Cまったん、別称：C終末端、COOH末端、カルボキシル末端、カルボキシ末端）は、タンパク質またはポリペプチドにおいて、フリーなカルボキシル基で終端している側の末端である。ペプチド配列を書くときはC末端を右に置いてN末端から書いていくのが慣例である。

## 化学
それぞれのアミノ酸はカルボキシ基とアミノ基を持っており、これらの官能基が脱水縮合(Dehydration reaction)反応することにより結合し、鎖状の分子構造となる。
この反応は任意のアミノ酸同士で行うことができ、複数のアミノ酸同士が脱水縮合反応を繰り返すことで、オリゴペプチドやポリペプチドを形成することができる。
そのため、ポリペプチド鎖の両末端は未反応のカルボキシ基を持つC末端と、同じく未反応のアミノ基を持つN末端となる。また、タンパク質の合成はN末端から始まりC末端で終わる。

## 作用

### C末端標的シグナル
たいていのタンパク質はN末端に標的シグナルを含んでいるが、C末端にタンパク質の仕分けのためのシグナルをもつものがある。よく知られている小胞体残留シグナルは、C末端にあるアミノ酸配列-KDEL（または-HDEL）であり、これによりタンパク質は分泌経路へ進むことを妨げられ小胞体に保持される。

### C末端修飾
タンパク質のC末端には翻訳後修飾が行われることがある。一般に見られるものはC末端への脂質アンカーの付加であり、これによりタンパク質は膜貫通ドメインなしに細胞膜に挿入される。
- プレニル化反応(Prenylation)

C末端の修飾の一つにプレニル化反応がある。これはファルネシル（またはゲラニルゲラニル）イソプレノイド膜アンカーが、C末端の近くのシステイン残基に付加される。膜結合型のGタンパク質はたいていこの方法で修飾される。
- GPIアンカー

他のC末端修飾ではホスホグリカンの一種、グリコシルホスファチジルイノシトール(GPI)が細胞膜アンカーとして付加される。GPIはC末端のプロペプチドがプロテアーゼにより切断された後に結合する。この修飾型の著名な例としてプリオンがある。

### C末端ドメイン
C末端ドメイン(CTD)に特別な機能があるタンパク質もある。
- RNAポリメラーゼ

RNAポリメラーゼIIのC末端ドメインは、Tyr-Ser-Pro-Thr-Ser-Pro-Ser配列の52回の繰り返しで構成される。このC末端ドメインにはしばしばポリメラーゼを活性化するタンパク質が結合する。転写を開始し、mRNAにキャップを付加し、スプライシングのためのスプライセオソームに結合するのに関与するドメインである。。